# Iurie Țurcanu
Iurie Țurcanu (ur. 21 czerwca 1973 w Corlăteni w rejonie Rîșcani) – mołdawski informatyk i urzędnik państwowy, od 2021 wicepremier ds. cyfryzacji.

## Życiorys
W 2000 uzyskał licencjat, a w 2002 magisterium z informatyki na Uniwersytecie Technicznym Mołdawii, został także wykładowcą tej uczelni. Przez 11 lat pracował na stanowisku menedżerskim w przedsiębiorstwie informatycznym, zajmując się projektowaniem oprogramowania. Od 2011 związany z rządową agencją do spraw cyfrowych Agenția de Guvernare Electronică. Zajmował w niej stanowisko dyrektora wykonawczego i koordynatora cyfryzacji, odpowiadając za wprowadzenie usług elektronicznych takich, jak płatności i podpisy internetowe. Współpracował jako konsultant przy wprowadzaniu takich usług z rządami państw Europy, Azji i Afryki. W 2019 wyróżniony jako jeden ze 100 liderów cyfryzacji administracji publicznej.
W sierpniu 2021 jako kandydat bezpartyjny objął stanowisko nowo utworzone stanowisko wicepremiera odpowiedzialnego za cyfryzację w rządzie Natalii Gavrilițy.